# Force India VJM05
A Force India VJM05 egy Formula–1-es versenyautó, amelyet a Sahara Force India tervezett a 2012-es Formula–1 világbajnokságra. Február 3-án mutatták be Silverstone-ban. Az autó pilótái a skót Paul di Resta és a korábbi tesztpilóta, a német Nico Hülkenberg.

## Tervezés
A Force India a 2012-es évre szánt új konstrukció kifejlesztését már az előző év júniusában megkezdte. Külsőre a legjellegzetesebb változás az új szabályok értelmében kialakított lépcsőzetes orrkúp, de emellett átalakításra került a kipufogórendszer és az oldaldobozok. Az orrkúp alacsonyan tartása, mint szabály ellenére a magasan fekvő kialakítás volt az aerodinamikailag kedvezőbb, ezért egy kevéssé esztétikus, kacsacsőrszerű kivitelezést alkalmaztak. A kipufogórendszer átalakítására pedig azért volt szükség, mert az új szabályok a befújt diffúzorokat is betiltották. Ebben az évben is a Mercedes motorjait használta a csapat, kinetikus energia-visszanyelő rendszerrel (KERS). A váltót a McLarentől kapták, mely a jobb súlyeloszlás érdekében kisebb és könnyebb lett. Megtartották a korábban használt, elöl nyomórudas, hátul pedig vonórudas felfüggesztést, illetve olyan beállításokat alkalmaztak, amelyekkel a gumiszállító Pirelli szezon közbeni keverékváltoztatásaihoz tudtak alkalmazkodni.

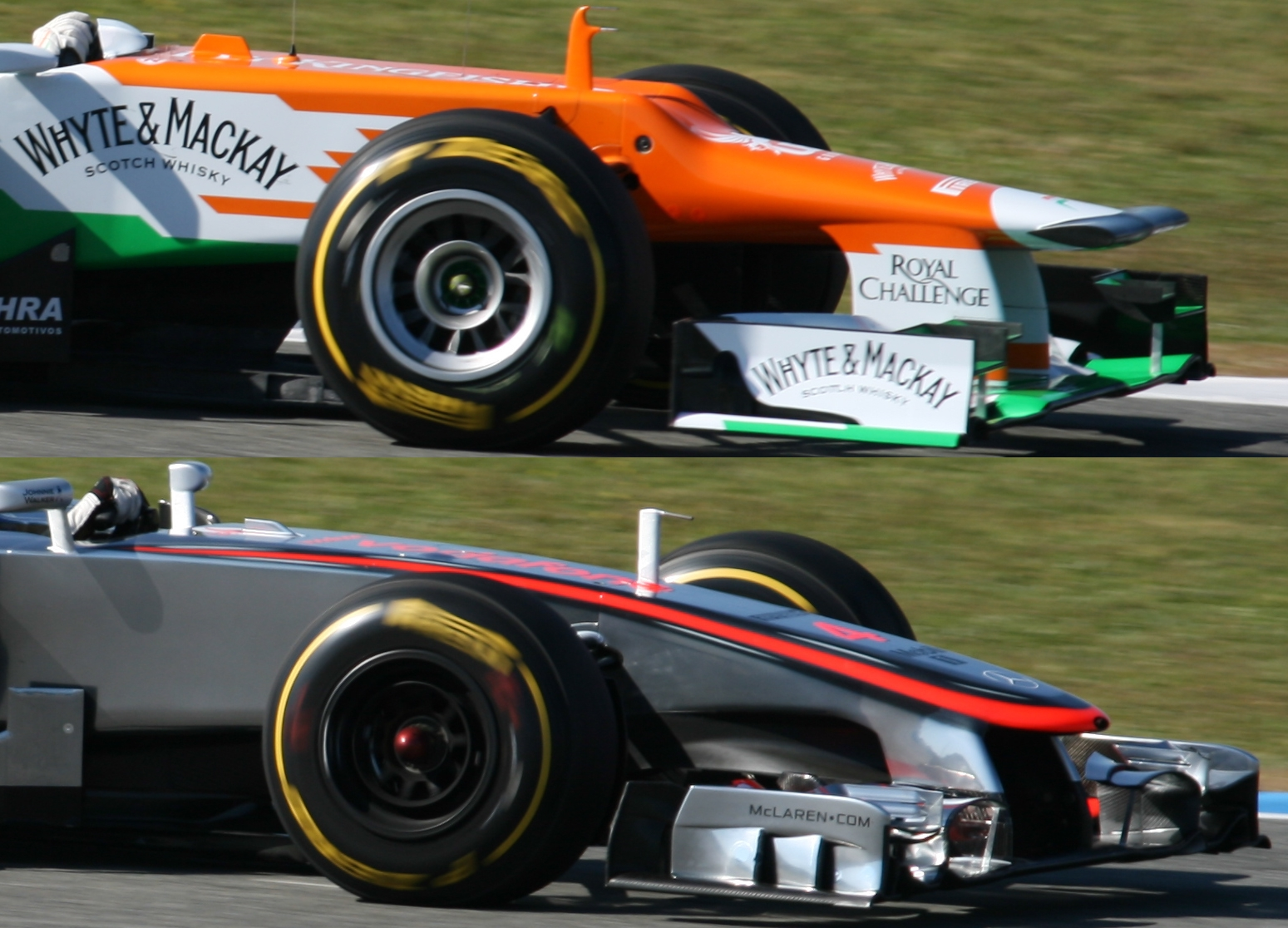
A McLaren MP4-27 orr-kialakításának (alul) összehasonlítása a Force India VJM05 (felül) autójával.

## A szezon
A 2012-es szezonra az addigi tesztpilóta Nico Hülkenberg lett Paul di Resta csapattársa. Az év elején di Resta folyamatosan legyőzte Hülkenberget, ami a szezon második felében megváltozott. Hülkenberg Belgiumban, di Resta pedig Szingapúrban lett 4., ami a csapat legjobb helyezését jelentette az évad során. Hülkenberg 63 ponttal az egyéniben 11., di Resta 46 ponttal a 14. helyen zárt az év végén. A csapat 109 ponttal a hetedik helyen zárt.

## Eredmények
(Táblázat értelmezése)

(Félkövér: pole-pozícióból indult; dőlt: leggyorsabb kört futott) 

| Év   | Csapat      | Motor                 | Gumi | Versenyzők      | 1   | 2   | 3   | 4   | 5   | 6   | 7   | 8   | 9   | 10  | 11  | 12  | 13  | 14  | 15  | 16  | 17  | 18  | 19  | 20  | Pont | Helyezés |
| ---- | ----------- | --------------------- | ---- | --------------- | --- | --- | --- | --- | --- | --- | --- | --- | --- | --- | --- | --- | --- | --- | --- | --- | --- | --- | --- | --- | ---- | -------- |
| 2012 | Force India | Mercedes-Benz FO 108Z | P    |                 | AUS | MAL | CHN | BHR | ESP | MON | CAN | EUR | GBR | GER | HUN | BEL | ITA | SIN | JPN | KOR | IND | ABU | USA | BRA | 109  | 7.       |
| 2012 | Force India | Mercedes-Benz FO 108Z | P    | Paul di Resta   | 10  | 7   | 12  | 6   | 14  | 7   | 11  | 7   | Ki  | 11  | 12  | 10  | 8   | 4   | 12  | 12  | 12  | 9   | 15  | 19† | 109  | 7.       |
| 2012 | Force India | Mercedes-Benz FO 108Z | P    | Nico Hülkenberg | Ki  | 9   | 15  | 12  | 10  | 8   | 12  | 5   | 12  | 9   | 11  | 4   | 21† | 14  | 7   | 6   | 8   | Ki  | 8   | 5   | 109  | 7.       |

Megjegyzés:
- † – Nem fejezte be a futamot, de rangsorolva lett, mert teljesítette a versenytáv 90%-át.